# Hélène Chanel
Hélène Chanel est une actrice française active dans le cinéma italien dans les années 1960 et 1970.

## Biographie
Née de parents français et russe, elle est créditée dans ses films sous divers noms (Hélène Chancel, Helen Chanel, Sheryll Morgan, Helen Stoliaroff, Hélène Stoliaroff), elle a surtout tourné dans des péplums, westerns spaghetti et films historiques.
Elle débute chez Jean-Pierre Mocky en tant qu'invitée à une surboum dans Les Dragueurs où jouent également Charles Aznavour, Dany Carrel et Anouk Aimée. La même année, elle obtient le rôle de la protagoniste face à Franck Villard dans le polar Détournement de mineures de Walter Kapps. Un de ses premiers films italiens à succès est Un dollaro di fifa (1960), tourné aux côtés d'Ugo Tognazzi — avec lequel elle entretenait alors une relation amoureuse — et de Walter Chiari. Elle joue ensuite dans Maciste en enfer (1962, avec Kirk Morris et Vira Silenti), et Nel sole (1967, avec Al Bano et Romina Power).
Elle a aussi une brève carrière d'interprète de photo-romans à la société éditrice Lancio (Operazione Virginia, sur Jacques Douglas n. 27 de décembre 1967).
Comme dans son premier film, elle a joué dans son dernier film sous son nom de naissance. Après s'être retirée du monde du cinéma, elle s'est consacrée avec son mari à l'industrie du tourisme.

## Filmographie
- 1959 : Les Dragueurs de Jean-Pierre Mocky,
- 1959 : Détournement de mineures de Walter Kapps : Christine
- 1960 : Incorrigibles Parents (Genitori in blue-jeans) de Camillo Mastrocinque : Nuri
- 1960 : Il mio amico Jekyll (it) de Marino Girolami : Rosana
- 1960 : Le olimpiadi dei mariti de Giorgio Bianchi : Elke
- 1960 : Un dollaro di fifa de Giorgio Simonelli : Alice Perkins

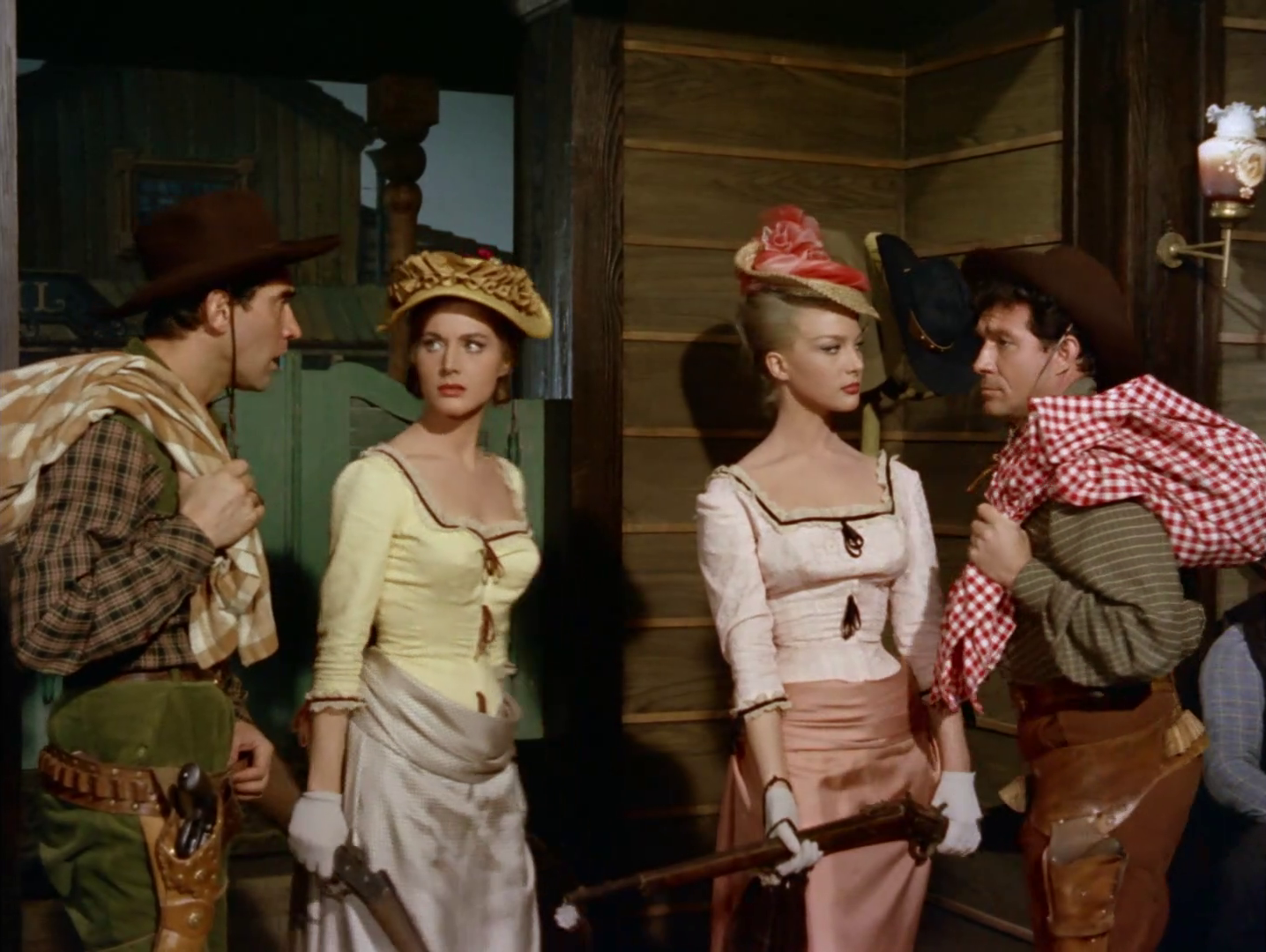
Walter Chiari, Leonora Ruffo, Hélène Chanel et Ugo Tognazzi dans Un dollaro di fifa (1960).

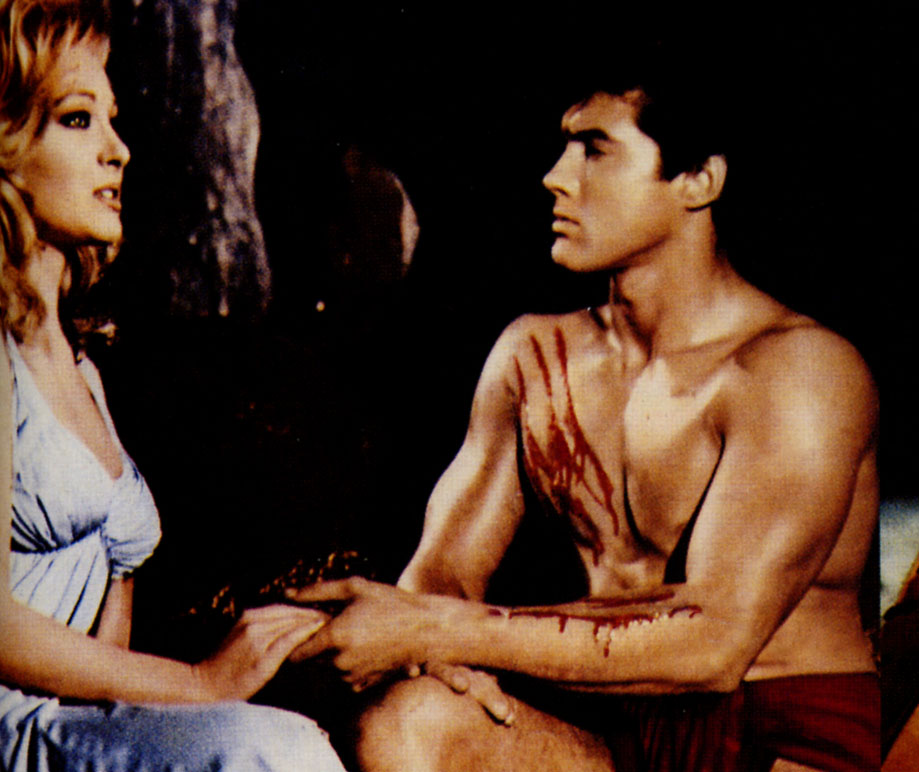
Hélène Chanel et Kirk Morris dans Maciste en enfer (1962).

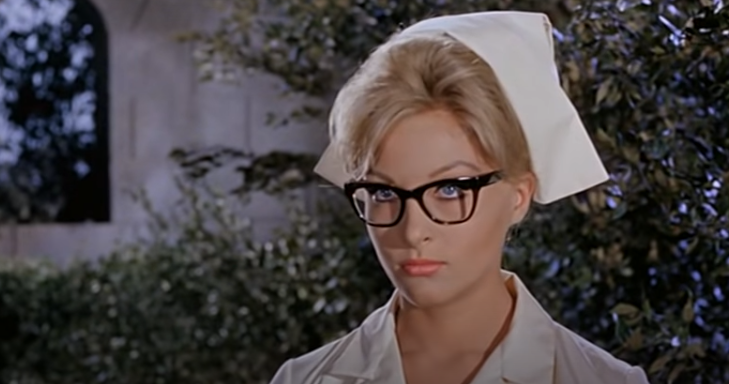
Hélène Chanel dans Gerarchi si muore (1962).

- 1960 : Tu che ne dici? de Silvio Amadio : Stella
- 1961 : Cinque marines per cento ragazze de Mario Mattoli : Elena, la maestra
- 1961 : Le Géant à la cour de Kublai Khan (Maciste alla corte del Gran Khan) de Riccardo Freda : Lulu Tai
- 1961 : La ragazza sotto il lenzuolo (it) de Marino Girolami : Dolly
- 1961 : Gerarchi si muore de Giorgio Simonelli : Italia
- 1962 : Maciste en enfer (Maciste all’inferno) de Riccardo Freda : Fania - la strega
- 1962 : Colpo gobbo all'italiana de Lucio Fulci : French Blond Tourist
- 1962 : La Nonne de Monza (La monaca di Monza) de Carmine Gallone : Catherine
- 1962 : Lasciapassare per il morto (it) de Mario Gariazzo : Hélène
- 1962 : Les Trois Ennemis (I tre nemici) de Giorgio Simonelli : Jacqueline
- 1963 : Avventura al motel de Renato Polselli : Madame de Sèvres
- 1963 : L'Invincible cavalier noir (L'invincibile cavaliere mascherato) de Umberto Lenzi : Carmencita
- 1963 : Les Canons de San Antiogo (Le verdi bandiere di Allah) de Giacomo Gentilomo et Guido Zurli : Rosalana
- 1963 : La donna degli altri è sempre più bella de Marino Girolami : Donna Rossana (segment "La luna di miele")
- 1964 : Deux Corniauds au Far West (Due mafiosi nel Far West) de Giorgio Simonelli : Betty Blanc
- 1964 : Vainqueur du désert (Il dominatore del deserto) de Tanio Boccia : Zaira
- 1964 : Maciste et les Filles de la vallée (La valle dell'eco tonante) de Tanio Boccia : Farida
- 1964 : Le Grand Défi (Ercole, Sansone, Maciste e Ursus gli invincibili) de Giorgio Capitani : Astra
- 1965 : Goldocrack à la conquête de l'Atlantide (Il conquistatore di Atlantide) d'Alfonso Brescia : Queen Ming
- 1965 : Call-girls 66 (Le notti della violenza) de Roberto Mauri : Carla Pratesi
- 1965 : Opération contre-espionnage (Asso di picche operazione controspionaggio) de Nick Nostro : Pat
- 1966 : Ischia operazione amore de Vittorio Sala : Beatrice Dinelli
- 1966 : Equipée de choc (it) (Agente segreto 777 - Invito ad uccidere) de Enrico Bomba : Jeanne Cartier
- 1966 : Duel dans le monde (Duello nel mondo) de Georges Combret, Luigi Scattini : Mary Brightford
- 1966 : Belfagor le Magnifique (L'arcidiavolo) de Ettore Scola : Clarice
- 1966 : Les Nuits facétieuses (Le piacevoli notti) de Armando Crispino, Luciano Lucignani : Violante

- 1967 : Calibre 32 (it) (Killer calibro 32) d'Alfonso Brescia : Dolly

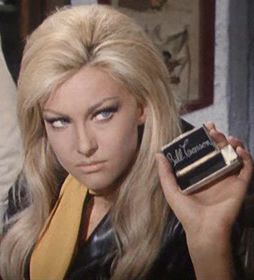
Hélène Chanel dans Due rrringos nel Texas.

- 1967 : Deux Pistolets de Chiamango (Cjamango) de Edoardo Mulargia : Pearl Hernandez
- 1967 : Due rrringos nel Texas de Marino Girolami : Sentenza Jane
- 1967 : Con lui cavalca la morte de Giuseppe Vari : Dolores Talbot
- 1967 : Nel sole de Aldo Grimaldi : Ivana Vannucci
- 1967 : Le Courageux, le Traître et le Sans-pitié (El hombre de Caracas) de Juan Xiol  et Edoardo Mulargia
- 1968 : Sette uomini e un cervello (en) de Rossano Brazzi : Georgette
- 1968 : L'Enfer des Philippines (Un posto all'inferno) de Giuseppe Vari : Betsy
- 1969 : La Loi des gangsters (La legge dei gangsters) de Siro Marcellini : contessa Elena Villani
- 1969 : La Mort sonne toujours deux fois (Blonde Köder für den Mörder) de Harald Philipp : Angela
- 1970 : La ragazza del prete de Domenico Paolella
- 1970 : Edipeon de Lorenzo Artale : Georgette
- 1972 : Boccace raconte (Boccaccio) de Bruno Corbucci : Principessa di Civigni
- 1973 : Gli amici degli amici hanno saputo de Fulvio Marcolin (de)
- 1975 : Labbra di lurido blu (en) de Giulio Petroni : Elli's Mother
- 1975 : Le Châtiment (Lo sgarbo) de Marino Girolami : Lady White
- 1976 : Stangata in famiglia (it) de Franco Nucci (de) : Sylvie
- 1976 : Il bocconcino (it) de Romano Scandariato (it) : Michela
- 1977 : La Maîtresse légitime (Mogliamante) de Marco Vicario : Proprietaria della locanda